# Mon curé chez les riches (film, 1952)
Pour les articles homonymes, voir Mon curé chez les riches.
Série Mon curé
Mon curé chez les riches
(1938) Mon curé chez les pauvres
(1956)
Pour plus de détails, voir Fiche technique et Distribution.
Mon curé chez les riches est un film français tragi-comique de Henri Diamant-Berger sorti en 1952.
Ce film fait partie de la série des « Mon curé ». Ce personnage prend ses origines dans les romans de Clément Vautel : Mon curé chez les pauvres et Mon curé chez les riches. Il est adapté d’abord au théâtre. Puis au cinéma, les œuvres dans lesquels il apparaît, passent progressivement des simples comédies aux films considérés comme nanars.

## Synopsis
Début 1948, l'abbé Pellegrin regagne son presbytère de Sableuse, en Bourgogne, où il retrouve ses ouailles après avoir été démobilisé. Il découvre avec consternation que Sableuse, ruiné, a été contraint de vendre son château à Ernest Cousinet : un nouveau riche qui a fait fortune d'une manière douteuse pendant la guerre. Celui-ci s'est mis en tête de se faire élire maire, avec l'espoir de devenir un jour député, puis ministre. Mais son épouse Lisette, ancienne chanteuse de cabaret, s'enfuit à Paris avec le vicomte Pierre de Sableuse, fils de l'ancien châtelain. Pour obtenir que l'abbé Pellegrin accepte de se rendre dans la capitale et lui ramène son épouse volage, Ernest Cousinet menace de divorcer. L'abbé s'exécute, et ramène de force les deux tourtereaux. Lisette et Ernest Cousinet se réconcilient ; mais désireux de débarrasser la commune de ce couple peu recommandable, l'abbé Pellegrin suscite un candidat anticlérical de dernière minute contre Ernest Cousinet : le docteur Profilex, qui obtient 1.972 voix sur... 1.973. Désabusé, Ernest Cousinet quitte définitivement le village avec son épouse, tandis que Pierre de Sableuse se fiance avec la fille du nouveau maire. Quant à l'abbé Pellegrin, il se fait gentiment sermonner par son évêque pour avoir désobéi et pour avoir conservé le langage peu châtié de la troupe.

## Fiche technique
- Titre : Mon curé chez les riches
- Réalisation : Henri Diamant-Berger, assisté de Pierre Gautherin
- Scénario : Jean-Pierre Feydeau et André Hornez, d'après le roman éponyme de Clément Vautel
- Photographie : Victor Arménise
- Montage : Hélène Basté
- Musique : Francis Lopez
- Société de distribution : Union des Distributeurs Indépendants (U.D.I.F.)
- Société de distribution : France : Compagnie Commerciale Française Cinématographique (CCFC)
- Pays de production :  France
- Format : Noir et blanc - Muet - 1,37:1 - 35 mm - Son mono
- Genre : comédie dramatique
- Durée : 98 minutes
- Date de sortie : 
  - France : 1952

## Distribution
- Yves Deniaud : l'abbé Pellegrin
- Lysiane Rey : Lisette Cousinet
- Robert Arnoux : Ernest Cousinet, époux de Lisette
- Raymond Bussières : La Goupille
- Jean Debucourt : Monseigneur Sibué
- Georges Tabet : le docteur Profilex
- Nora Costes : Marianne
- Jean Danet : le vicomte Pierre de Sableuse
- Marcel André : Sableuse, père du vicomte
- Germaine Reuver : Valérie
- Léonce Corne : Dupont-Mauvais
- Luc Andrieux : Brochut
- Marianne Hardy : Eugénie
- Bernard Musson : un joueur de cartes
- Denise Kerny : Mme Michaut
- Bernard Farrel
- Edouard Rousseau
- Marcel Rouzé
- Christiane Minazzoli

## Autour du film
Le scénario évoque le retrait de la circulation des coupures de 5.000 francs le 5 février 1948, sans préavis, afin de débusquer les fortunes clandestines et l'argent amassé pendant l'Occupation grâce au marché noir.